# Michael James Sis
Michael James Sis (Mount Holly, 9 gennaio 1960) è un vescovo cattolico statunitense, dal 12 dicembre 2013 vescovo di San Angelo.

## Biografia
Michael James Sis è nato a Mount Holly, nel New Jersey, il 9 gennaio 1960 ed è il quarto dei cinque figli Raymond, diacono permeante, e Janice Sis. I suoi fratelli sono Susan Sis-Boyd residente a Georgetown; Valerie Bourque, residente a Salado; Mark, residente a Broomfield, e Amy Short, residente a Bryan. Ha sette nipoti e due pronipoti.

### Formazione e ministero sacerdotale
Ha frequentato la St. Joseph Catholic School e poi le scuole pubbliche di Bryan. Nel 1978 si è diplomato alla Bryan High School. Nel 1982 ha conseguito il Bachelor of Arts in filosofia presso l'Università di Notre Dame a South Bend come alunno del seminario "Moreau". Lo stesso anno è stato inviato a Roma per studi. Ha preso residenza nel Pontificio collegio americano del Nord. Nel 1986 ha conseguito il baccalaureato teologia presso la Pontificia Università Gregoriana. A Roma ha svolto servizio pastorale tra i rifugiati etiopi.
Il 19 luglio 1986 è stato ordinato presbitero per la diocesi di Austin. In seguito è stato vicario parrocchiale della parrocchia di Cristo Re ad Austin dal 1986 al 1988. Nel 1988 è tornato a Roma per studi. Nel 1990 ha ottenuto la licenza in teologia morale presso l'Accademia alfonsiana. Tornato in patria è stato vicario parrocchiale della parrocchia della cattedrale di Santa Maria ad Austin dal 1990 al 1992; vice-cappellano nel 1989 e poi cappellano universitario del Centro "Santa Maria" della Texas A&M University a College Station dal 1993 al 2006; direttore delle vocazioni dal 2006 al 2009; parroco della parrocchia di San Tommaso Moro ad Austin dal 2009 al 2010 e vicario generale e moderatore della curia dal giugno del 2010. Nel 2009 è stato nominato cappellano di Sua Santità.
Nel corso degli anni, monsignor Sis ha prestato servizio anche come membro del consiglio presbiterale, del consiglio del personale sacerdotale, del collegio dei consultori, dell'equipe vocazionale, del comitato per le ammissioni al diaconato permanente e del consiglio consultivo del vescovo e come decano del decanato di Bryan-College Station.

### Ministero episcopale
Il 12 dicembre 2013 papa Francesco lo ha nominato vescovo di San Angelo. Ha ricevuto l'ordinazione episcopale il 27 gennaio successivo nel Junell Center della Angelo State University a San Angelo dall'arcivescovo metropolita di San Antonio Gustavo Garcia-Siller, co-consacranti il vescovo emerito di San Angelo Michael David Pfeifer e il vescovo di Austin Joe Steve Vásquez. Durante il rito suo padre ha prestato servizio liturgico come diacono.
Nel gennaio del 2020 ha compiuto la visita ad limina.
Oltre all'inglese, conosce lo spagnolo e l'italiano.

## Genealogia episcopale
La genealogia episcopale è:
- Cardinale Scipione Rebiba
- Cardinale Giulio Antonio Santori
- Cardinale Girolamo Bernerio, O.P.
- Arcivescovo Galeazzo Sanvitale
- Cardinale Ludovico Ludovisi
- Cardinale Luigi Caetani
- Cardinale Ulderico Carpegna
- Cardinale Paluzzo Paluzzi Altieri degli Albertoni
- Papa Benedetto XIII
- Papa Benedetto XIV
- Papa Clemente XIII
- Cardinale Giovanni Francesco Albani
- Cardinale Carlo Rezzonico
- Cardinale Antonio Dugnani
- Arcivescovo Jean-Charles de Coucy
- Cardinale Gustave-Maximilien-Juste de Croÿ-Solre
- Vescovo Charles-Auguste-Marie-Joseph Forbin-Janson
- Cardinale François-Auguste-Ferdinand Donnet
- Vescovo Charles-Emile Freppel
- Cardinale Louis-Henri-Joseph Luçon
- Cardinale Charles-Henri-Joseph Binet
- Cardinale Maurice Feltin
- Cardinale Jean-Marie Villot
- Cardinale Agostino Cacciavillan
- Cardinale Francis Eugene George, O.M.I.
- Arcivescovo Gustavo Garcia-Siller, M.Sp.S.
- Vescovo Michael James Sis

## Araldica
| Stemma | Titolare                                | Descrizione |
|        | Michael James Sis Vescovo di San Angelo | Semipartito troncato: al primo d'oro al cuore di rosso cimato da una corona d'argento, su una pianura dentata di verde, caricata da una stella (5) d'argento; al secondo di rosso alle ali d'angelo d'argento; al terzo d'oro al canestro di cinque pani al naturale, accompagnato nel capo e in punta da due barbi d'argento. Ornamenti esterni da vescovo. Motto: "Dei sumus audiutores". |